# 後真相政治
後真相政治（英語：post-truth politics）是一種政治文化，亦是當今歐美國家出現的一種新趨勢。該詞首次出现在1992年美國劇作家史蒂夫·特西奇發表在《國家雜誌》（The Nation）的文章，在2016年美國總統選舉以及2016年英國去留歐盟公投事件期間與社群網路發達後變得普遍。
所謂「後真相」，不單單只是說謊的委婉說法，而還指忽視真相、不在乎事實的謠言，以各種似是而非和斷章取義的言論，把真相放在強調的先後順序後面，最終達到弄假成真的效果。現今後真相除了媒體也深入政治，是「事實勝於雄辯」的相反，即是「雄辯勝於事實」的價值觀成為社會的主流，主觀意見重於客觀事實，立場決定是非，不同派系的人被劃入群體塑造對立；人們把情感和感覺的評論放在首位，評價證據、事實和真相淪為次要（甚至毫不重要），各種角度斷章取義的解讀，偏激的價值觀越來越多；政治人物說謊更具巧思，不再是為了單純瞞騙和矇混事實，而是鞏固目標群眾的偏見，換取共鳴與支持。此外，主流媒體的政治偏見與信息的傳遞過快，民眾及政治人物不再信任媒體的報導，社群媒體中人人都能成為新聞創作者，各種片面的言論難以求證，是造成後真相政治出現的部分原因。
2016年，《牛津英語詞典》宣佈「後真相」（post-truth）成為年度詞彙，這個詞的使用率比在2015年增長了2000％。

## 特徵

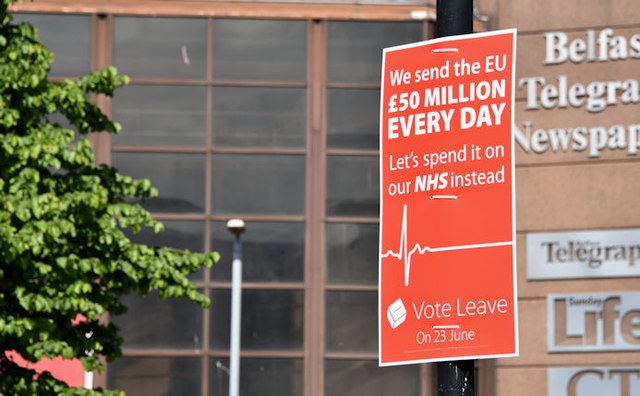
英國脫歐組織「投票脫離」（The Vote Leave）的海報，被視為是後真相政治的例子，這類內容經常只取有利部分做誤導性陳述。

後現實政治的一個定義特徵，是即使這些論點經由媒體或者獨立評論專家發現其存在不實及誤導成分，一些斷章取義以及看似為真的說法仍會不斷地提出，面對質疑則進行詭辯推理，對於難以查證的事情則胡扯，拉攏支持者以新的形式不斷增強其說服力甚至羞辱對手，最終達到自己的政治目的。
蘭德公司報告《真相的凋零（Truth Decay）》認為網路時代造成傳統的單一權威訊息來源機制瓦解，社會日漸難以治理，基于观点和个人体验的相关话题越来越多，而盖过事实，例如某一城市感覺經濟狀態好與壞的人各一半一半，甚至覺得好的人略多，然而經濟落敗者有較多空閒時間和較強動機在網上撰寫文章，若再加上有心人帶動風向，最後會造成一種偏離事實的公眾印象該城市經濟極壞，進而影響一些實體企業前往洽商或設廠考量，最終真的因為矛盾與偏見，導致經濟與治安的惡化，謊言也就成了實話。
金融海嘯後又加入了一種情緒，就是公眾對菁英階層出具的報告和論點有極大懷疑和厭惡感，甚至感覺這些菁英都是有立場的，加劇了社會無東西可相信的風氣，而沒有公眾廣泛認可資料作基礎依据，社会几乎不可能对重要的政策和议题进行有意义的辩论，美國治理與辯論將極度困境，最終造成社會極端化和民粹化，而那一類型的政治人物也將得利，最後主導政府，国际上信用减损；而一旦对手和盟友开始质疑美国的信用，外交上挑战也会加剧，進一步惡化國家與社會階級之間的對立，同樣也造成弄假成真的自證預言現象。

## 例子

### 英國脫離歐盟公投
在2016年英國脫離歐盟活動期間，支持脫歐的組織「投票脫離」（Vote Leave）重複地使用「歐盟成員國每週花費3.5億英鎊」的說法，然而因由這個數字忽視了英國退稅和其他因素，而使英國統計局（UK Statistics Authority）稱之為「潛在的誤導」，財政研究所（Institute for Fiscal Studies）則批評其「不明智」，一些如偏左翼的第四台新聞及英國廣播公司新聞的媒體也棄之不用。儘管如此，Vote Leave依然繼續使用這些數據，導致英國保守黨黨員莎拉·沃拉斯頓（Sarah Wollaston）等原本的組織支持者離去，抗議該組織的「後真相政治」。

### 美國
2016年8月15日，美國前紐約市市長、唐納德·川普的支持者魯迪·朱利安尼在一場為川普選舉演講中說，在美國總統奧巴馬上任八年前「沒有一單成功的伊斯蘭恐怖主義」在美國發生。然而2001年9月11日的九一一襲擊事件正是發生在朱利安尼任職紐約市長期間，德國報章時代週報“Die Zeit”發表評論指出：「任何人都可以輕易出看出他（朱利安尼）在說謊，就算是為他鼓掌的人也知道那只是一個謊言，但是他們對此並不在乎。」顯然朱利亞尼和他的聽眾並不重視事實真相，而他的聽眾明顯會「感到一切事情包括恐怖事件自奧巴馬上任以來都變得更糟糕了」。
美國雜誌《新共和》發表了一篇關於川普是不是一個騙子的文章，並且得出結論認為特朗普是個胡扯者（bullshitter）而不是騙子（liar）。該文作者提到了普林斯頓大學哲學系教授哈里·富蘭克福對騙子和胡扯者定義，法蘭克福在他的著作《On Bullshit》中指出，胡扯者會完全無視真理，而騙子卻相反，他們起碼還懂得真假，且仍然活在一個「謊言和真相之間的區分會起作用」的宇宙中。任何人撒謊都一定會知道真相，然而川普則想引領人們進入一個主體感知就是一切、只是他說的話才是現實的世界——“後真相世界”（Post-truth World）。

### 德國
德國另類選擇黨委員會成員之一格奧爾格·帕茨德斯基（Georg Pazderski）在面對「為何他的黨派從來沒有提及98％的赴德新移民都能和平生活」的疑問時，他問答說：「這不單是純粹的統計數據，這跟市民感受到的也有關係，也就是說：人們的感覺同樣屬於一種現實。」